# Saint-Appolinaire
Saint-Appolinaire là một xã thuộc tỉnh Rhône trong vùng Auvergne-Rhône-Alpes phía đông nước Pháp. Xã này nằm ở khu vực có độ cao trung bình 700 mét trên mực nước biển.